# Alexei Wladimirowitsch Woltschuk
Alexei Wladimirowitsch Woltschuk (russisch Алексей Владимирович Вольчук; * 11. August 1976 in Wotkinsk) ist ein russischer Biathlet.
Alexei Woltschuk begann erst im Alter von 26 Jahren mit dem Biathlonsport. Davor war er im Skilanglauf und Radsport aktiv. Er wohnt in Ischewsk und wird wie Oksana Neupokojewa und Sergei Tarassow von Nikolai Chasejew trainiert. In der starken russischen Biathlonmannschaft konnte er sich nicht für internationale Einsätze qualifizieren, gewann aber mehrfach Titel bei Landesmeisterschaften. Zuletzt konnte er sich 2009 im Sprint durchsetzen, seinen ersten Titel gewann er 2004 im Einzelrennen. Er bestreitet auch Wettbewerbe im Sommerbiathlon. 2003 wurde ihm der Titel „Internationaler Meister des Sports“ verliehen.